# 1790 в Україні

## Події
- Театр Дмитра Ширая
- Турбаївське повстання (1789—1793)
- Штурм Ізмаїла 1790
- Керченський бій

## Особи

### Народились
- 7 січня, Соломон Єгуда Раппопорт (1790—1867) — галицький рабин, основоположник вивчення історії єврейського народу, діяч Гаскали у Галичині.
- 27 січня, Гулак-Артемовський Петро Петрович (1790—1865) — український письменник, вчений, перекладач, поет, байкар.
- 23 квітня, Тимківський Георгій Федорович (1790—1875) — український дворянин, синолог і мандрівник, російський дипломат і письменник.
- 16 вересня, Шимон Конопацький (1790—1884) — польський поет-романтик і мемуарист, підкоморій звягельський, президент Ізьби цивільної волинської (1844), маршалок Заславського повіту.
- 21 грудня, Ковалевський Євграф Петрович (1790—1867) — російський і український вчений, державний діяч Російської імперії. Гірничий інженер, директор Гірничого корпусу, з 1830 по 1836 рр. Томський губернатор і головний начальник Коливанських та Алтайських заводів, сенатор.
- Бабович Сіма Соломонович (1790—1855) — караїмський громадський діяч, філантроп і меценат.
- Горленко Петро Іванович (1790—1851) — військовик, декабрист.
- Лизогуб Олександр Іванович (1790—1839) — генерал-майор, учасник Наполеонівських війн; піаніст і композитор.
- Маркович Олександр Михайлович (1790—1865) — український історик, етнограф.
- Мартос Олексій Іванович (1790—1842) — дійсний статський радник, історик, письменник.
- Остен-Сакен Дмитро Єрофійович (1790—1881) — російський військовий діяч, генерал від кавалерії, перший почесний громадянин Єлисаветграда (1864 рік). Член Державної Ради Російської імперії у період 1856—1857 років.
- Пузина Костянтин (1790—1850) — український поет.
- Цертелєв Микола Андрійович (1790—1869) — грузинський фольклорист, видатний український етнограф та збирач фольклору, один із перших дослідників і видавців української народної поезії.
- Чаруковський Прохор Олексійович (1790—1842) — доктор медицини, вчений секретар Петербурзької медико-хірургічної академії.
- Шут Андрій (1790—1873) — кобзар.

### Померли
- 24 лютого, Тарасій Вербицький — церковний діяч, проповідник, у 1768—1774 роках ректор Києво-Могилянської академії.
- 26 лютого, Онуфрій Братковський (1722—1790) — священик, василіянин, проповідник, педагог, Унівський архимандрит, протоігумен Руської провінції Василіянського Чину (1772—1776).
- 4 квітня, Володимир Сокальський (архімандрит) (1725—1790) — український релігійний діяч, начальник всіх січових церков, останній архімандрит Запорожжя.
- 2 червня, Фелікс Чацький (1723—1790) — шляхтич, державний діяч Речі Посполитої.
- Корнилій Срочинський (1731—1790) — церковний діяч, василіянин, місіонер, проповідник і письменник; ігумен монастирів в Угорниках, Кристинополі й Лаврові.

## Засновані, створені
- Антонівка (Літинський район)
- Басань (Пологівський район)
- Бекарівка
- Бобрик (Гадяцький район)
- Богодарівка (Єланецький район)
- Варварівка (Рубіжненська сільська рада)
- Вербове (Пологівський район)
- Верхній Токмак
- Верхня Хортиця
- Вільшанка (Зборівський район)
- Вугли
- Гавришівка (Вінницький район)
- Гадяч (село)
- Градениці
- Григорівка (Близнюківський район)
- Гулі (Хмільницький район)
- Джугастра
- Довга Пустош
- Зведенівка
- Іванівка (Кам'янсько-Дніпровський район)
- Кадниця
- Калинівка (Вітовський район)
- Кам'янка (Єланецький район)
- Коновалове (Гадяцький район)
- Корсунівка (Лохвицький район)
- Костянтинівка (Пологівський район)
- Леонівка (Крижопільський район)
- Лозова (Хмільницький район)
- Маложенівка
- Маньківка (Тульчинський район)
- Мар'янівка (Хмільницький район)
- Мироцьке
- Нижній Токмак
- Нова Дача (Пологівський район)
- Новомикільське (Міловський район)
- Новомиколаївка (Новомиколаївський район)
- Новомиколаївка (Новоодеський район)
- Новопавлівка (Новоодеський район)
- Новоселівка (Софіївська сільська рада)
- Новоселівка (Старобільський район)
- Новосергіївка (Борівський район)
- Олександринівка
- Павлівка (Дворічанський район)
- Педоричі
- Петрівка (Дворічанський район)
- Петрово-Красносілля
- Петропавлівка (Богодухівський район)
- Петрунівка
- Підлісне (Новоодеський район)
- Рахни-Польові
- Решетилівське
- Самійлівка (Криштопівська сільська рада)
- Саф'яни (село)
- Семенівка (Близнюківський район)
- Глухівська центральна районна бібліотека
- Свято-Миколаївська церква (Войтове)
- Церква святого Архістратига Михаїла (Нове Село)